# آرچیبالد مک‌کینون
آرچیبالد مک‌کینون (انگلیسی: Archibald MacKinnon؛ زادهٔ ۱۳ ژانویهٔ ۱۹۳۷) قایقران روئینگ اهل کانادا است.
از افتخارات وی میتوان به کسب مدال طلا قایقرانی روئینگ ۴ نفره تک‌پارو در بازی‌های المپیک تابستانی ۱۹۵۶ اشاره کرد.